# Stay-behind
Stay-behind (ang. pozostań z tyłu) – pojęcie oznaczające tworzenie przez państwo na własnym terytorium tajnych organizacji i struktur (zazwyczaj o charakterze militarnym lub paramilitarnym), których celem ma być walka po ewentualnym opanowaniu kraju przez wojska wroga. Tajne organizacje miałyby służyć w takich wypadkach jako podstawa ruchu oporu; mogłyby one również rekrutować spośród swych członków szpiegów działających za linią frontu.
Znaczące operacje stay-behind miały miejsce podczas II wojny światowej, czego przykładem może być utworzenie przez Wielką Brytanię tzw. Auxiliary Units. W czasach zimnej wojny NATO i CIA w wielu krajach Europy finansowały organizacje stay-behind, z zamiarem wykorzystania ich w wypadku opanowania danego państwa przez wojska Układu Warszawskiego bądź przejęcia władzy przez partię komunistyczną.
Najbardziej znaną operacją stay-behind przeprowadzoną przez NATO była operacja Gladio we Włoszech.
W czasach zimnej wojny organizacje stay-behind często koncentrowały się nie na założonych celach (przygotowaniu do konfrontacji z atakiem państw obozu sowieckiego), a raczej na walce z tym, co uważały za wewnętrzne siły wywrotowe.
Niektóre spośród organizacji były zamieszane w akty państwowego terroryzmu, np. udział Gladio w budowaniu strategii napięcia we Włoszech czy poparcie dla prawicowego zamachu stanu w Grecji (junta czarnych pułkowników).
W niektórych krajach oficjalne organizacje stay-behind przenikały się z innymi, nieoficjalnymi grupami, przykładowo francuska Organizacja Tajnej Armii zrzeszała, obok innych, także członków popieranych przez państwo organizacji stay-behind.